# سرزمین عجایب (فیلم ۲۰۲۴)
سرزمین عجایب (کره‌ای: 원더랜드) یک فیلم فانتزی علمی تخیلی محصول سال ۲۰۲۴ کره جنوبی است که به نویسندگی و کارگردانی کیم ته یونگ ساخته شده است. از جمله ستارگان این فیلم می‌توان به به سوزی، پارک بو گوم، جونگ یو می، چوی وو شیک و گونگ یو اشاره کرد. این فیلم داستان دنیای مجازی «سرزمین عجایب» را نشان می‌دهد. سرزمین عجایب یک مکان شبیه‌سازی شده با استفاده از هوش مصنوعی است که افراد می‌توانند با شخصی که ممکن است دیگر او را ملاقات نکنند، دیدار کنند. این فیلم پیش‌تر برای اکران در سال ۲۰۲۲ برنامه‌ریزی شده بود. سرزمین عجایب در ۵ ژوئن ۲۰۲۴ در کره جنوبی منتشر شد.

## خلاصه داستان
«سرزمین عجایب» یک دنیای مجازی است، مکانی برای پیوند مجدد افراد با شخصی که ممکن است دیگر با او ملاقات نکنند، این افراد به کمک هوش مصنوعی شبیه‌سازی می‌شوند. سرزمین عجایب روایت داستان زوج‌هایی در دهه‌های مختلف است (به سوزی) زنی است در دههٔ ۲۰ سالگی‌اش که درخواست ملاقات دوباره با دوست پسر خود (پارک بو گوم) را که در حالت نباتی به سر می‌برد دارد از طرفی (گونگ یو) مردی است در دههٔ ۴۰ سالگی‌اش که به تنهایی فرزند خود را بزرگ کرده و درخواست ملاقات با همسرش (تانگ وی) را که فوت شده دارد.

## بازیگران

### اصلی
- به سوزی در نقش زنی در دههٔ ۲۰ سالگی
- پارک بو گوم در نقش مردی در دههٔ ۲۰ سالگی
- جیونگ یو می در نقش هماهنگ‌کننده «سرزمین عجایب»
- چوی وو شیک در نقش هماهنگ‌کننده «سرزمین عجایب»
- گونگ یو در نقش مردی در دههٔ ۴۰ سالگی
- تانگ وی در نقش زنی در دههٔ ۴۰ سالگی
- سون کیونگ وون

### بازیگران مهمان
- چوی مو سونگ

## تولید

### توسعه
این پروژه در ژوئن ۲۰۱۹ طراحی شد. کیم ته یونگ نویسندهٔ فیلمنامه، پس از ۹ سال کارگردانی فیلم را بر عهده دارد. وی آخرین فیلم خود با نام اواخر پاییز را در سال ۲۰۲۰ کارگردانی کرد.

### گزینش بازیگران
در ۲۶ ژوئن ۲۰۱۹، به سوزی پیشنهاد حضور در این فیلم را دریافت کرد. در تاریخ ۲ جولای ۲۰۱۹، آژانس چوی وو شیک گزارش داد که آن‌ها پیشنهاد حضور در فیلم را به‌طور مثبت بررسی می‌کنند. در ۲۵ سپتامبر ۲۰۱۹ آژانس پارک بو گوم گزارش داد که او در حال بررسی پیشنهاد یکی از نقش‌های این فیلم است. در اوت ۲۰۱۹، نماینده تیم تولید گزارش داد که تانگ وی در حال بررسی پیشنهاد بازی در فیلم همسرش است. در ۱۱ نوامبر ۲۰۱۹ گزارش شد که جیونگ یو می به جمع بازیگران فیلم پیوسته‌است. در ۱۱ مارس، ۲۰۲۰ گزارش شد که گونگ یو در حال بررسی نقش همسر تانگ وی است.

### فیلمبرداری
فیلمبرداری در آوریل ۲۰۲۰ آغاز شد. در ژوئیه سال ۲۰۲۰ فیلم در استودیوهای پاجو، استان گیونگی و جئونجو فیلمبرداری شد. فیلمبرداری در سپتامبر سال ۲۰۲۰ به پایان رسید، به جز برخی از صحنه‌های تانگ وی، که در آن زمان هنوز فیلمبرداری نشده بود در ژانویه ۲۰۲۱ فیلمبرداری شد.

## پخش
در ۲۲ اکتبر سال ۲۰۲۰، توزیع کنندگان کمپانی آیس‌میکر مووی‌ورکس و نتفلیکس به توافق رسیدند که این فیلم علاوه بر کره‌جنوبی و چین در سراسر جهان توسط نتفلیکس اکران شود. نتفلیکس فاش کرد که آن‌ها از ابتدای فیلمبرداری در حال مذاکره با کمپانی آیس‌میکر برای انتشار در خارج از کشور بودند. سرانجام کمپانی آیس‌میکر پس از مذاکرات طولانی در طی قراردادی با نتفلیکس در ازای پرداخت ۳۰٪ هزینه پس از تولید فیلم با پخش فیلم سرزمین عجایب از شبکه نتفلیکس موافقت کرد.